# Danica Radenković
Danica Radenković, coniugata Marković (Niš, 9 ottobre 1992), è una pallavolista serba, palleggiatrice della LOVB Madison.

## Carriera

### Club
La carriera professionistica di Danica Radenković inizia nella stagione 2007-08, quando debutta nella Superliga serba col TENT di Obrenovac, dove gioca per due annate; nel campionato 2009-10 gioca per il Klek Srbijašume, mentre nel campionato seguente approda per due annate allo Spartak Subotica.
Nella stagione 2012-13 viene ingaggiata per la prima volta all'estero, giocando per il River di Piacenza, club impegnato nella Serie A1 italiana col quale si aggiudica sia lo scudetto che la Coppa Italia. Nella stagione seguente gioca invece nella 1. Bundesliga tedesca con lo Schweriner.
Nel campionato 2014-15 approda in Polonia, dove prende parte alla Liga Siatkówki Kobiet col Muszyna, per poi passare nel campionato seguente all'Atom Trefl Sopot. Nella stagione 2016-17 si trasferisce in Azerbaigian, difendendo i colori dell'Azərreyl di Baku, mentre nell'annata successiva fa ritorno al Muszyna. Rientra quindi nel massimo campionato italiano nella stagione 2018-19, quando viene ingaggiata dal Casalmaggiore.
Nell'annata 2019-20 è invece impegnata nel campionato kazako di Ulttyk liga con l'Altay, dove resta per stagioni e vince due scudetti, tre Coppe del Kazakistan, due edizioni della Supercoppa kazaka e un campionato asiatico per club. Dopo qualche anno di inattività, torna in campo negli Stati Uniti d'America, dove partecipa alla prima edizione della League One Volleyball con la LOVB Madison.

### Nazionale
Nel 2009 con la selezione serba Under-18 vince la medaglia d'argento al campionato europeo e al campionato mondiale, torneo nel quale viene anche premiata come miglior palleggiatrice; l'anno successivo, con la nazionale Under-19 vince l'argento al campionato europeo e nuovamente il premio di miglior palleggiatrice.
Dal 2012 riceve le prime convocazioni in nazionale maggiore.

## Palmarès

### Club
- Campionato italiano: 1

2012-13
- Campionato kazako: 2

2020-21, 2021-22
- Coppa Italia: 1

2012-13
- Coppa del Kazakistan: 3

2019-20, 2020-21, 2021-22
- Supercoppa kazaka: 2

2020, 2021
- Campionato asiatico per club: 1

2021

### Nazionale (competizioni minori)
- Campionato europeo under 18 2009
- Campionato mondiale under 18 2009
- Campionato europeo under 19 2010

### Premi individuali
- 2009 - Campionato mondiale under 18: Miglior palleggiatrice
- 2010 - Campionato europeo under 19: Miglior palleggiatrice
- 2017 - Superliqa: Miglior palleggiatrice
- 2022 - Campionato asiatico per club: Miglior palleggiatrice